# Thomas Hammond
Thomas Hammond (født 1630 i Suffolk, død 18./19. april 1681 i Trondhjem) var en engelskfødt købmand og godsejer, som flyttede til Norge. Han blev far til Edvard og Sara Hammond og bedstefar til Thomas Angell.
Han blev født i Suffolk som søn af godsejer Edward Hammond (ca. 1595 - ca. 1660). Han tilhørte en fremtrædende engelsk slægt, men måtte på grund af sin forbindelse med Cromwell og underskrivelse af Karl I's dødsdom tage sin tilflugt til Norge efter Karl II's tronbestigelse.
Hammond slog sig ned i Trondhjem, hvorfra han eksporterede tømmer til England. Han købte jord og skov og var blandt det syttende århundredes storkøbmænd i Trondhjem. Han omkom ved Hornemansbranden (18.-19. april 1681).